# Flavopimpla nigromaculata
Flavopimpla nigromaculata är en stekelart som först beskrevs av Cameron 1899.  Flavopimpla nigromaculata ingår i släktet Flavopimpla och familjen brokparasitsteklar. Utöver nominatformen finns också underarten F. n. mangae.